# Чавдар Янков
Чавдар Кирилов Янков (прякор Чак) е бивш български футболист, полузащитник. Роден е на 29 март 1984 г. в София.

## Кариера
Започва своята професионална футболна кариера в ПФК Славия (София), в който играе до 2005. През лятото на 2005 преминава под наем в немския Хановер 96. След два успешни сезона през 2007 е закупен от Хановер 96 за сумата от 1,3 милиона евро. От лятото на 2009 е даден под наем на изпадналия във Втора Бундеслига МШФ Дуисбург. На 8 януари 2010 г. официално преминава в украинския Металург Донецк.
Талантът на младия играч е забелязан от селекционера на националния отбор по футбол-Христо Стоичков и Янков е повикан в първия отбор. Дебютира в приятелския мач срещу Южна Корея на 18 ноември 2003 в Сеул. За националния отбор Янков има 50 мача и 5 гола.
Играчи, на които той се възхищава, са Зинедин Зидан, Едгар Давидс и Емерсон.
Прекратява кариерата си през 2014 г. едва на 30 г. поради чести контузии.